# Fred Wilson (Geschäftsmann)

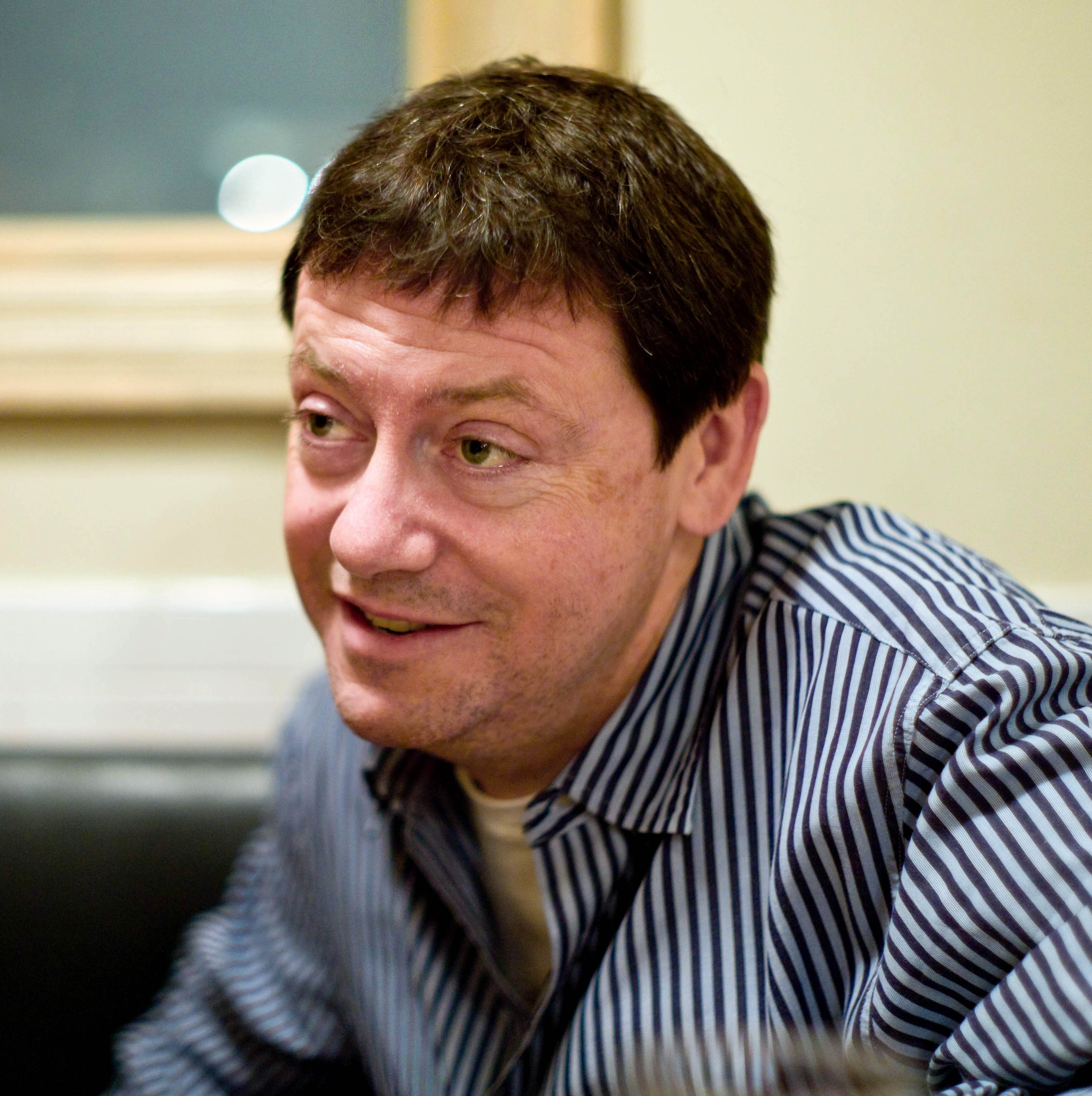
Fred Wilson, 2009

Fred Wilson (* 20. August 1961) ist ein US-amerikanischer Geschäftsmann, Risikokapitalgeber und Blogger. Wilson ist Mitbegründer von Union Square Ventures, einer in New York City ansässigen Risikokapitalgesellschaft, die in Web-2.0-Unternehmen wie Twitter, Tumblr, Foursquare, Zynga, Kickstarter.com, Etsy und MongoDB investiert.

## Leben
Fred Wilson hat einen Bachelor-Abschluss in Maschinenbau vom MIT und einen MBA-Abschluss von der Wharton School der University of Pennsylvania.
Wilson begann seine Karriere als Associate und wurde dann General Partner bei Euclid Partners. Er arbeitete bei Euclid Partners von 1987 bis 1996.
Im Mai 2013 erhielt Coinbase in einer ersten Finanzierungsrunde Wagniskapital in Höhe von 5 Millionen US-Dollar von dem US-amerikanischen Risikokapitalgeber Fred Wilson.
Wilson folgen über 670.000 Menschen auf Twitter.
Wilson ist mit Joanne Wilson verheiratet und hat drei Kinder.